# José Luis Saldaño
José Luis Saldaño (Buenos Aires, 20 ottobre 1948 – Santa Fe, 21 marzo 2019) è stato un calciatore argentino, di ruolo centrocampista o attaccante.

## Palmarès
- Coppa Intercontinentale: 1

Boca Juniors: 1977